# Jan Nowicki
Jan Nowicki (Kowal, 5 novembre 1939 – Krzewent, 7 dicembre 2022) è stato un attore polacco.
Ha interpretato quasi 200 ruoli nel teatro televisivo e nel cinema, e per oltre 30 anni è stato attore al Teatro Stary di Cracovia.

## Biografia
Dal 1958 al 1960 Jan Nowicki ha studiato recitazione presso la Scuola nazionale di cinema, televisione e teatro Leon Schiller di Łódź, ma ha lasciato la scuola e per un anno ha lavorato come minatore a Bytom. Successivamente, studiò all'Accademia nazionale delle arti teatrali di Cracovia, dove conseguì il diploma nel 1964.

### Carriera
Nel 1964 fece sia il suo debutto teatrale, sul palco del Teatro Stary di Cracovia nel ruolo di Piotr ne La pazza di Chaillot di Jean Giraudoux, sia il suo debutto cinematografico, recitando nel film Pierwszy dzień wolności (Il primo giorno della libertà) di Aleksander Ford. La seconda parte degli anni '60 e soprattutto il decennio successivo hanno portato all'attore grande riconoscimento popolare, grazie ai ruoli da protagonista nei film dei maggiori registi dell'epoca. Durante questo periodo, infatti, ha collaborato con Jerzy Skolimowski, Wojciech Has e Márta Mészáros. Nello stesso periodo in cui cresceva la sua fama di attore cinematografico, Nowicki si ritagliava una posizione sempre più importante come attore di teatro collaborando, tra gli altri, con Andrzej Wajda, negli adattamenti delle opere di Fëdor Dostoevskij, Anton Čechov e Franz Kafka.

## Filmografia parziale
- Barriera (1966), regia di Jerzy Skolimowski
- Il settimo flagello (1969), regia di Jerzy Hoffman
- La terza parte della notte (1971), regia di Andrzej Żuławski
- Vita di famiglia (1971), regia di Krzysztof Zanussi
- Anatomia miłości (1972), regia di Roman Załuski
- La clessidra (1973), regia di Wojciech Has
- Kilenc hónap (1976), regia di Márta Mészáros
- Ök ketten (1977), regia di Márta Mészáros
- La spirale (1978), regia di Krzysztof Zanussi
- Due donne un erede (1980), regia di Márta Mészáros
- Blaubart (1984), regia di Krzysztof Zanussi
- Diario per i miei figli (1984), regia di Márta Mészáros
- Diario per i miei amori (1987), regia di Márta Mészáros
- Diario per mio padre e mia madre (1990), regia di Márta Mészáros
- La settima stanza (1995), regia di Márta Mészáros
- L'uomo di Budapest (2004), regia di Márta Mészáros
- 11 minut (2015), regia di Jerzy Skolimowski